# 有田直矢
有田 直矢（ありた なおや、1974年10月 - ）は、東京都渋谷区出身で株式会社サーチナの取締役、兼サーチナの上海現地法人・新秦商務咨詢（上海）有限公司（上海サーチナ、サーチナ総合研究所）董事長（代表取締役に相当）。現在は株式会社NMS代表取締役。

## 人物
日本大学第二高等学校（日大二高）を経て、日本大学国際関係学部国際文化学科中国文化専門コース、中国語や現代中国を研究。1997年卒業。
1997年中国・南京大学に留学、同年7月から南京大学大学院歴史学、中国近現代史、特に1910年代の日中関係を研究。修士号取得。
2000年卒業後帰国、サーチナに入社。中国IT、中国株などの情報配信に注力、中国情勢24（現サーチナニュース）編集長。サーチナ総合研究所所長などを経て、編集局長、常務取締役。急速な業績拡大知名度拡大（サーチナ月間ユニークユーザー：735万人）に貢献した、という。
2011年6月、サーチナ創業者社長の端木正和が引退、2代目社長に就任。2012年2月、上海事業に専念するとして、サーチナの代表を退任している。
サーチナの業態に合わせて、中国IT、中国株、中国マーケティング（サーチナ総合研究所）、中国経済・金融、日系企業の中国展開などに関する著書や、著作物が多く、雑誌などへの寄稿、インタビューも多数。
2004年2月から邱永漢が主宰するサイト「ハイハイＱさんＱさんデス」で「中国株ナマの情報を届けます」と題して連載を行っていたが2006年2月で連載終了、過去ログを見る限り同期間中ほぼ毎日更新している。
現在は、株式会社NMSで代表取締役を務め、コンサルティング事業やメディア事業等を行っているという。

## 主な著書
- 『サーチナ中国白書』(2005年～2008年)
- 『中国市場での企業ブランド戦略2007』（野村総合研究所（ＮＲＩ）との共同出版）
- 『中国IT白書』(2001年～2006年)
- 『知らないではすまない中国の大問題』（サーチナ総合研究所 アスキー新書 2010/8/10）
- 『いまどきの中国人 13億人の素顔に迫る』（サーチナ・中国情報局編 ソフトバンククリエイティブ 2005/3/19）
- 『一目でわかる中国有力企業と業界地図』（サーチナ総合研究所編 日本実業出版社 2003/03）
- 『入門「中国株」の買い方がよくわかる本』（サーチナ中国情報局編集部編 中経出版 2002/06）
- 『中国株の新しい常識35』（廣済堂出版 2006/7/29）
- 『中国企業情報』（2001-2006年）